# 성운 (문신)
성운(成雲, ? ∼ 1528년)은 조선 중기의 문신, 군인, 유학자이다. 본관은 창녕(昌寧)으로 자는 치원(致遠). 시호는 경숙(景肅)이다. 1514년부터 성균관 사유로 유생들을 지도하였고, 1519년(중종 13) 병조 참지로 있을 때 홍경주(洪景舟), 심정(沈貞), 김전, 등과 함께 조광조(趙光祖) 일파를 공격하는데 가담, 지원하여 기묘사화를 일으켰다. 그 뒤 예조 참판, 병조 참판, 공조 판서, 병조판서 등을 역임하고, 네 번이나 대사헌을 지냈다. 생육신 성담수, 성담년의 조카이고, 사육신 성삼문의 7촌 조카이다. 형제 정승 이기, 이행의 외사촌이다.

## 생애
할아버지는 교리 성희이고 아버지는 판서에 증직된 성담명(成聃命)이다. 생육신의 한사람인 성담수, 성담년의 조카이고, 또한 사육신의 한사람인 성삼문의 7촌 조카였다. 형제 정승인 경재 이기, 용재 이행의 외사촌이다. 같은 이름의 동명이인 성운은 그의 고조부 성석용의 형제 성석인의 5대손으로 그에게는 13촌 조카뻘이 된다.
일찍이 생원시에 합격한 뒤 성균관 유생으로 수학하였다. 1504년(연산군 10) 생원으로서 식년문과에 병과로 합격하고, 1506년 주서(注書)가 되었으나 연산군의 미움을 받고 파직되었다. 그 뒤 중종반정을 지지하여 중종반정 뒤 1511년(중종 6) 복직하고, 사헌부장령으로 특별히 기용된 뒤 응교를 거쳐, 1514년 성균관 유생을 계도할 사유(師儒)를 선발할 때 사유 28인 중의 하나로 뽑혔다.
1518년(중종 12) 의정부로부터 의하여 재기(才器)가 있다고 추천되어 충청도관찰사의 물망에 올랐으나 집의 박수문(朴守紋)의 반대로 임명되지 못하였다. 그러나 다시 수충청도관찰사에 낙점되어 부임하게 된다.
1519년 기묘사화 때는 병조참지로 있으면서 왕의 밀명을 받자 입직승지들을 제쳐놓고 왕의 밀지를 신속히 대신들에게 전달하는 등 조광조(趙光祖)를 비롯한 사림파 제거에 앞장섰다. 기묘사화 이후 조광조 일파를 숙청하는데 앞장선 공으로 우승지를 거쳐 대사헌으로 승진했다. 이어 경기도관찰사로 나아가 선정을 베풀고, 백성들에게 염장(鹽醬, 소금과 간장)을 무료로 나누어주는 등 진휼을 베푸는데 노력하였다.
1522년 예조참판이 된 뒤 병조참판 등을 거쳐 공조판서로 승진했다. 한성부 판윤이 되었으며 그 뒤 1527(중종 21) 병조판서로 군권을 장악하였으며 세자 빈객(世子賓客)의 직책을 겸직했다. 그러나 심광언(沈光彦)에 의해 붕당을 형성한다는 이유로 탄핵을 받고 체직, 경상도관찰사로 좌천되었다. 1528년(중종 22) 경상도 관찰사로 임명되자 누차 신병을 이유로 사직을 청했으나 허락되지 못하여 부임하였다. 1528년 경상도 관찰사 재직 중 임지에서 죽었다. 경숙(景肅)의 시호가 추서되었다.

## 의문의 죽음
성운은 어느 날 대낮에 잠깐 낮잠이 들었다가 가위에 눌리게 된다. 성운은 잠시 정신을 잃었다가 정신을 차렸는데 이상한 귀신이 잔뜩 보이기 시작했다. 성운은 자신의 좌우에 기괴한 사람들이 늘어서 있는 모습이 보였다. 그 사람들은 눈, 코, 입이 없는 살로 되어 있는 얼굴에, 팔다리도 없이 몸뚱이만 이리 자리 뒹굴고 있었고, 머리카락과 이마 부분도 없는 상태였다. 그 모습을 본 성운은 놀라고 무서워서 괴로워했는데, 도저히 겁이 나서 그 모습들을 보고 있을 수가 없어서 눈을 애써 감으려고 하였다.
성운은 이후로 발광하여 겁에 질린 목소리로 중얼중얼 알 수 없는 소리를 내면서 괴로워하고, 눈을 뜨면 그 모습이 보일까 두려워서 질끈 눈을 감은채로 계속 부들부들 떨었다. 10여일을 그렇게 괴로워하다가 성운은 사망하였다.
사후 경기도 고양군 중면 성석리(현재의 경기도 고양시 일산동구 성석동) 고봉산 기슭에 안장되고 후일 부인 정부인(貞夫人) 양천 허씨(陽川許氏)가 묻히면서 허씨의 묘와 함께 쌍분으로 조성되었다.

## 가족 관계
- 고조부 : 성석용(成石瑢)
  - 증조부 : 성개(成槪)
    - 할아버지 : 성희(成熺)
      - 아버지 : 성담명(成聃命)
      - 어머니 : 김핍(金愊)
        - 부인 : 허씨

## 같이 보기
- 생육신
- 사육신
- 성담수
- 성담년
- 성삼문